# 村上由利子
村上 由利子（むらかみ ゆりこ、1972年10月2日 - ）は、NHKの元チーフアナウンサー、プロデューサー、ディレクター。

## 来歴
東京都府中市出身。東京学芸大学教育学部附属高等学校から北海道大学水産学部へ進学した（なお、同学部の所在地は北海道函館市である）。水産学部で海藻の染色体について研究した。1996年3月には（藻類に関する学術雑誌の）『藻類』にも寄稿し、日本藻類学会で（その内容の）発表も行なった。北大在学中は体育会女子バレーボール部に所属した。3年生だった1994年7月、第15代の『ミスはこだて』（函館）に1位で選ばれた。1996年に同大学同学部を卒業した。
1996年、NHKに記者として入局した。初任地の山口放送局では県警担当・市政担当を務めた。その後、徳山報道室（現在の周南支局）へ異動した。当時管轄内で光市で母子殺人事件が発生し取材した。その後下関支局へ異動し、下関駅通り魔事件で中継リポートした。
2000年7月、盛岡放送局へ異動の際、アナウンサーに職種を変更した。『おばんですいわて』のキャスターを担当し、『ゆりこ’S　BOX』のコーナーを持った。盛岡に関わりの深い著名人が中心となって行われる『盛岡文士劇』に毎年出演した。
東京アナウンス室異動後は『NHK週刊ニュース』など報道番組のキャスター『国会中継』『全国ニュース』など報道系とともに、西川貴教・アンジャッシュらと『ポップジャム』、『きょうの料理』、夏木ゆたかと『BSカラオケ塾』の司会、また『小さな旅』の旅人などを担当した。一旦産休をとり、その後は『NHKニュースおはよう日本』などで子供の遊具をリポートし、同じ頃『伝説のギタリストたち』ではCHARや野村義男と共演し、『デジタルテレビライフがやってきた！』では渡辺いっけいと共演した。
東日本大震災発災4か月後の2011年7月、定期異動で再び盛岡放送局へ異動した。『お元気ですか日本列島』など震災関連のニュース、『がんばろう!いわて』パーソナリティを始め、テレビ、ラジオ、イベントなどを担当した。『あまちゃんファン感謝祭』『東北Zサンドウィッチマンのどうなってる?』の司会やキャスターなども務めた。
3年後の2014年7月、定期異動でラジオセンターのディレクターに転身した。毎週木曜日ラジオ第1放送『ごごラジ!』で15:00の - 16:00、お笑いコンビイワイガワの井川修司と『イワイガワ・井川とゆりりんの星の数ほどモノもうす』を担当した。また毎月1回（木）同番組の「ごご4時好奇心きじまりゅうたのおとこめし部」コーナーも担当した。また月に一度は『出張イガユリ』と題して全国各地でイガユリコーナーのイベントを開催していた。

## プライベート
- 好きな食べ物はケーキ（特にショートケーキとシュークリーム）[1]。
- 趣味・特技は、海藻の標本作り、ケーキの食べ比べ、折り紙（村上は折り紙の講師）、園芸、バレーボール、料理、手芸、ゴルフ...[1]。
- 息子がいる[4]。

## 過去の担当番組
盛岡放送局時代（1度目）（2000年7月 - 2002年度）
- 岩手県のニュース
- おばんですいわて（2001年4月 - 2002年3月）キャスター
- ゆりこ's BOX（2001年4月 - 2002年3月）
- NHKニュースおはよう日本 キャスター
  - 中條誠子の代理：2001年8月20日 - 31日
  - 高橋美鈴の代理：2002年8月5日 - 16日

東京アナウンス室時代（1度目）（2003年度 - 2011年6月）
- NHK週刊ニュース（2003年4月 - 2005年3月）キャスター
- 学校デジタル羅針盤（2004年4月 - 2005年3月）ナビゲーター
- ポップジャム（2005年4月 - 2006年3月）司会
- きょうの料理（2005年4月 - 2006年3月）司会
- BSカラオケ塾（2005年4月 - 2007年3月）司会
- 小さな旅（2006 - 2007年度）旅人
- 首都圏ネットワーク（内藤裕子の代理キャスター）
  - 2006年8月21日 - 25日
  - 2007年8月27日 - 31日
- NHKニュース7ニュースリーダー
- NHKニュース（午後5時）（総合テレビ17時・全国パート）
- 海外安全情報（NHKワールド・BS1）
- きょうの料理（2009年4月・教育）司会
- ゆうどきネットワークリポーター
- こんなステキなにっぽんがナレーション
- デジタルテレビライフがやってきた!（総合　BS　2010年 - 2011年）司会
- 見えるぞ!ニッポン（Eテレ　2010年 - 2018年）ナレーション
- 伝説のギタリストたち（BSP）

盛岡放送局時代（2度目）（2011年7月 - 2014年6月）
- がんばろう!いわて（ラジオ第1 月19:45 - ）パーソナリティ
- 東北Zサンドウィッチマンのどうなってる?（2013年 - 2014年）司会
- あまちゃん ファン感謝祭（2013年）司会
- お元気ですか日本列島 岩手のニュース

ラジオセンター時代（1度目）（ディレクターとして）（2014年7月 - 2017年度）
- ラジオ文芸館朗読
- 由利子のゆり道（2014年9月 - 現在　毎週（木）R1 16:05頃 - 全国ニュースの後すぐ）
- 午後のまりやーじゅイワイガワ・井川と村上由利子の星の数だけモノもうす（毎月最終（木）15:33頃 - 全国ニュースのすぐあと）
- オンナnoミカタ[5]（2015年 - ）
- ごごラジ![6]（2016年 - ）
- ラジオセンターのディレクター
- ごごラジ! イワイガワ・井川とゆりりんの星の数だけモノもうす[6]（毎週（木）14時台前半）
- ごごラジ!ごご4時好奇心 きじまりゅうたのおとこめし部コーナー（第2木曜）
- ごごラジ!がやってきた 出張イガユリin○○（毎月1回）
- オンナnoミカタ[5]（ラジオ第1、不定期）

名古屋放送局時代（2018年度 - 2022年6月）
- おはよう東海（浅田春奈、越塚優と交替で担当）
- 東海3県・東海北陸のニュース
- 東海ピックアップ（2018年9月23日 - 2022年6月）

東京アナウンス室時代（2度目）（2022年7月 - 2024年7月）
- 首都圏ネットワーク
  - リポーター・ニュースリーダー（2022年7月5日 - 2024年7月）
  - ナビゲーター（2023年7月3日 - 2024年7月）
- 首都圏・関東甲信越のニュース・気象情報・中継・リポート（2022年7月 - 2024年7月）
- 首都圏ニュース845
  - 上原光紀の代理キャスター（2022年8月24日 - 26日）
  - ローテーション出演（2023年4月 - 2024年7月）
- ニュース645（祝日キャスター）
- 東海3県・東海北陸のニュース（2022年9月23日 - 25日、2022年11月11日 - 13日）勤務経験のある名古屋放送局の応援要員
- 信州845（2022年10月5日）長野放送局への応援
- 長野県のニュース（2022年10月6日、2023年2月21日 - 22日）長野放送局への応援
- 山梨県のニュース（2022年10月26日 - 28日）甲府放送局への応援
- さわやか自然百景（2022年12月4日「富士山西麓　清流と湿原」、2023年12月17日「徳島 蒲生田岬」）ナレーション
- マイあさ!（2023年2月11日 - 12日）畠山智之の代理キャスター
- NHKきょうのニュース（2023年6月17日）越塚優の代理キャスター
- ニュースLIVE!ゆう5時（The Crossroad～人生の分岐点～、インタビュア、プレゼンター：2022年7月 - 2024年3月・不定期）
- きょうの健康（司会：2023年4月 - 2024年3月7日）
- 週刊4Kふるさとだより（キャスター：2023年11月11日 - 2024年7月27日、BS4K→BSプレミアム4K）

ラジオセンター時代（2度目）（チーフプロデューサーとして）